# Begonia decora
Begonia decora là một loài thực vật có hoa trong họ Thu hải đường. Loài này được Stapf mô tả khoa học đầu tiên năm 1892.